# Notarthrinus binghami
Notarthrinus binghami är en fjärilsart som beskrevs av Chapman 1908. Notarthrinus binghami ingår i släktet Notarthrinus och familjen juvelvingar. Inga underarter finns listade i Catalogue of Life.